# Maxime Marty
Pour les articles homonymes, voir Marty.
Pas d'image ? Cliquez ici

a Compétitions nationales et continentales officielles uniquement.

b Matchs officiels uniquement.
Dernière mise à jour le 25 juin 2023.
Maxime Marty, né le 27 février 1998 à Toulouse, est un joueur français de rugby à XV et international de rugby à sept jouant au poste d'ailier au Stade toulousain, à l'Aviron bayonnais, au Stade montois puis au US Carcassonne.

## Biographie

### Carrière en club
Formé au Stade toulousain, il est prêté, avec son coéquipier Tristan Tedder, en 2018 à l'Aviron bayonnais qui évolue en Pro D2. Il remporte ce championnat en 2019 avec le club basque.
Il revient au Stade toulousain au début de la saison 2019-2020. Il dispute 4 matches avec l'équipe professionnelle durant l'absence des joueurs internationaux, parti à la Coupe du monde 2019, avant d'être prêté en décembre au Stade montois jusqu'à la fin de la saison.
De retour au Stade toulousain lors de la saison 2020-2021, il engrange quelques titularisations, tout en gardant une place secondaire dans l'effectif. Il s'illustre néanmoins le 17 avril 2021 au sein d'une équipe toulousaine rajeunie, lors du match contre le Castres olympique, malgré la courte défaite des siens à Castres,. Titulaire à l'aile, il est en effet à l'origine d'un essai de 100 m : partant de son en-but  il perce la défense adverse en se défaisant de Filipo Nakosi, avant de sprinter jusqu'au centre du terrain, où il délivre une chistera à Baptiste Germain, le ballon passant ensuite par Romain Riguet et Matthis Lebel, qui conclut l'action,.
Il met un terme à sa carrière en 2023 pour se consacrer à ses études de kinésithérapeute.

### Carrière en sélection
Avec l'équipe de France des moins de 20 ans, il remporte le Tournoi des Six Nations 2018. 
En mai et juin il dispute le Championnat du monde junior 2018. Le 7 juin, dans leur dernier match de groupe, les « Bleuets » obtiennent une belle victoire (46-29) sur les « Baby Boks » d'Afrique du Sud. Le 12 juin, en demi-finale, ils font sensation en dominant (17-6) les « Baby Blacks » de Nouvelle-Zélande, six fois vainqueurs de l'épreuve en dix ans. Et, le 17 juin, en finale, ils deviennent champions du monde en défaisant les Anglais (33-25).

## Palmarès

### En club
- Aviron bayonnais
  - Vainqueur du Championnat de France de 2e division en 2019

- Stade toulousain
  - Vainqueur du Championnat de France en 2021

### En sélection nationale
- France
  - Vainqueur du Tournoi à 7 de Dubaï en 2015 avec l'équipe de France 7's des moins de 18 ans[13],[14].
  - Vainqueur du Tournoi des Six Nations des moins de 20 ans en 2018
  - Vainqueur du Championnat du monde junior en 2018